# Puchar CEV siatkarek (2006/2007)
Puchar CEV siatkarek 2006/2007 – 27. sezon turnieju rozgrywanego od 1980 roku, organizowanego przez Europejską Konfederację Piłki Siatkowej (CEV) w ramach europejskich pucharów dla żeńskich klubowych zespołów siatkarskich "starego kontynentu".

## Drużyny uczestniczące
- VC Troon
- VCR Walfer
- Siewierodonczanka Siewierodonieck
- Euphony Tongeren
- Crvena zvezda Belgrad
- Atlant Baranowice
- Nafta Gaz Piła
- Gazélec Béziers
- Sparkasse Klagenfurt
- Hałyczanka Tarnopol
- Unic LPS Piatra Neamț
- Iraklis Kifisias
- Fabasoft Linz
- OK Šibenik
- Zeiler Köniz
- VK Královo Pole Brno
- ŽOK Polo Kalesija
- VTC Pezinok
- Panellinios Ateny
- ŽOK Novo Mesto
- Visual Home Benidorm
- WSV Eisenerz Trofaiach
- Hit Nova Gorica
- Jedinstvo Užice
- Pivovara Osijek
- Holte IF
- VC Kanti Schaffhausen
- MVS La Rochette
- A.O. Markopoulo
- CD Ribeirense
- Sant'Orsola Asystel Novara
- Nova KBM Branik Maribor
- VDK Gent Dames
- Jedinstvo Mobis Brčko
- Gaziantep SB
- Betonut-NRK Nyíregyháza
- Apollon Limassol
- AMVJ Amstelveen
- Universidad Burgos
- Dinamo-Jantar Kaliningrad
- Dinamo Bukareszt
- Sirio Perugia
- Türk Telekom Ankara

## Rozgrywki

### Runda wstępna
| Data       | Drużyna 1 | Wynik | Drużyna 2  | Sety                      |
| ---------- | --------- | ----- | ---------- | ------------------------- |
| 09.12.2006 | VC Troon  | 3:0   | VCR Walfer | 25:18, 25:16, 25:16       |
| 10.12.2006 | VC Troon  | 3:1   | VCR Walfer | 25:9, 22:25, 25:22, 25:15 |

### Faza grupowa

#### Grupa A
Siewierodonieck
Tabela
| Lp. | Drużyna                           | Pkt | Mecze | Mecze | Mecze | Sety | Sety | Sety  | Małe punkty | Małe punkty | Małe punkty |
| Lp. | Drużyna                           | Pkt | M     | W     | P     | wyg. | prz. | ratio | zdob.       | str.        | ratio       |
| --- | --------------------------------- | --- | ----- | ----- | ----- | ---- | ---- | ----- | ----------- | ----------- | ----------- |
| 1   | Siewierodonczanka Siewierodonieck | 6   | 3     | 3     | 0     | 9    | 3    | 3.000 | 272         | 240         | 1.133       |
| 2   | Euphony Tongeren                  | 5   | 3     | 2     | 1     | 8    | 6    | 1.333 | 295         | 295         | 1.000       |
| 3   | Crvena zvezda Belgrad             | 4   | 3     | 1     | 2     | 6    | 8    | 0.750 | 298         | 304         | 0.980       |
| 4   | Atlant Baranowice                 | 3   | 3     | 0     | 3     | 3    | 9    | 0.333 | 255         | 281         | 0.907       |

Wyniki
| Data       | Drużyna 1                         | Wynik | Drużyna 2                         | Sety                              |
| ---------- | --------------------------------- | ----- | --------------------------------- | --------------------------------- |
| 05.01.2007 | Crvena zvezda Belgrad             | 3:2   | Atlant Baranowice                 | 23:25, 21:25, 26:24, 25:20, 15:10 |
| 05.01.2007 | Siewierodonczanka Siewierodonieck | 3:2   | Euphony Tongeren                  | 25:19, 25:16, 17:25, 20:25, 15:9  |
|            |                                   |       |                                   |                                   |
| 06.01.2007 | Euphony Tongeren                  | 3:1   | Atlant Baranowice                 | 25:20, 25:23, 20:25, 25:22        |
| 06.01.2007 | Siewierodonczanka Siewierodonieck | 3:1   | Crvena zvezda Belgrad             | 18:25, 25:13, 25:23, 26:24        |
|            |                                   |       |                                   |                                   |
| 05.01.2007 | Crvena zvezda Belgrad             | 2:3   | Euphony Tongeren                  | 25:23, 25:17, 19:25, 20:25, 14:16 |
| 07.01.2007 | Atlant Baranowice                 | 0:3   | Siewierodonczanka Siewierodonieck | 22:25, 24:26, 15:25               |

#### Grupa B
Piła
Tabela
| Lp. | Drużyna              | Pkt | Mecze | Mecze | Mecze | Sety | Sety | Sety  | Małe punkty | Małe punkty | Małe punkty |
| Lp. | Drużyna              | Pkt | M     | W     | P     | wyg. | prz. | ratio | zdob.       | str.        | ratio       |
| --- | -------------------- | --- | ----- | ----- | ----- | ---- | ---- | ----- | ----------- | ----------- | ----------- |
| 1   | Nafta Gaz Piła       | 6   | 3     | 3     | 0     | 9    | 1    | 9.000 | 246         | 180         | 1.367       |
| 2   | Gazélec Béziers      | 5   | 3     | 2     | 1     | 7    | 7    | 1.000 | 299         | 302         | 0.990       |
| 3   | Sparkasse Klagenfurt | 4   | 3     | 1     | 2     | 5    | 7    | 0.714 | 250         | 274         | 0.912       |
| 4   | Galiczanka Tarnopol  | 3   | 3     | 0     | 3     | 3    | 9    | 0.333 | 236         | 275         | 0.858       |

Wyniki
| Data       | Drużyna 1            | Wynik | Drużyna 2            | Sety                              |
| ---------- | -------------------- | ----- | -------------------- | --------------------------------- |
| 05.01.2007 | Nafta Gaz Piła       | 3:0   | Galiczanka Tarnopol  | 25:11, 25:21, 25:16               |
| 05.01.2007 | Sparkasse Klagenfurt | 2:3   | Gazélec Béziers      | 15:25, 25:22, 25:23, 19:25, 18:20 |
|            |                      |       |                      |                                   |
| 06.01.2007 | Galiczanka Tarnopol  | 2:3   | Gazélec Béziers      | 21:25, 25:21, 23:25, 25:21, 10:15 |
| 06.01.2007 | Nafta Gaz Piła       | 3:0   | Sparkasse Klagenfurt | 25:19, 25:19, 25:17               |
|            |                      |       |                      |                                   |
| 07.01.2007 | Sparkasse Klagenfurt | 3:1   | Galiczanka Tarnopol  | 25:18, 18:25, 25:21, 25:20        |
| 07.01.2007 | Gazélec Béziers      | 1:3   | Nafta Gaz Piła       | 13:25, 25:21, 20:25, 19:25        |

#### Grupa C
Piatra Neamț
Tabela
| Lp. | Drużyna               | Pkt | Mecze | Mecze | Mecze | Sety | Sety | Sety  | Małe punkty | Małe punkty | Małe punkty |
| Lp. | Drużyna               | Pkt | M     | W     | P     | wyg. | prz. | ratio | zdob.       | str.        | ratio       |
| --- | --------------------- | --- | ----- | ----- | ----- | ---- | ---- | ----- | ----------- | ----------- | ----------- |
| 1   | Unic LPS Piatra Neamț | 6   | 3     | 3     | 0     | 9    | 0    | MAX   | 225         | 155         | 1.452       |
| 2   | Iraklis Kifisias      | 5   | 3     | 2     | 1     | 6    | 6    | 1.000 | 258         | 243         | 1.062       |
| 3   | Fabasoft Linz         | 4   | 3     | 1     | 2     | 4    | 6    | 0.667 | 208         | 227         | 0.916       |
| 4   | OK Šibenik            | 3   | 3     | 0     | 3     | 2    | 9    | 0.222 | 190         | 256         | 0.742       |

Wyniki
| Data       | Drużyna 1             | Wynik | Drużyna 2             | Sety                             |
| ---------- | --------------------- | ----- | --------------------- | -------------------------------- |
| 05.01.2007 | OK Šibenik            | 2:3   | Iraklis Kifisias      | 14:25, 25:23, 25:16, 21:25, 5:15 |
| 05.01.2007 | Unic LPS Piatra Neamț | 3:0   | Fabasoft Linz         | 25:14, 25:20, 25:19              |
|            |                       |       |                       |                                  |
| 06.01.2007 | Iraklis Kifisias      | 3:1   | Fabasoft Linz         | 25:17, 26:24, 22:25, 25:12       |
| 06.01.2007 | OK Šibenik            | 0:3   | Unic LPS Piatra Neamț | 15:25, 18:25, 13:25              |
|            |                       |       |                       |                                  |
| 07.01.2007 | Fabasoft Linz         | 3:0   | OK Šibenik            | 25:14, 27:25, 25:15              |
| 07.01.2007 | Unic LPS Piatra Neamț | 3:0   | Iraklis Kifisias      | 25:17, 25:22, 25:17              |

#### Grupa D
Pezinok
Tabela
| Lp. | Drużyna           | Pkt | Mecze | Mecze | Mecze | Sety | Sety | Sety  | Małe punkty | Małe punkty | Małe punkty |
| Lp. | Drużyna           | Pkt | M     | W     | P     | wyg. | prz. | ratio | zdob.       | str.        | ratio       |
| --- | ----------------- | --- | ----- | ----- | ----- | ---- | ---- | ----- | ----------- | ----------- | ----------- |
| 1   | Zeiler Köniz      | 6   | 3     | 3     | 0     | 9    | 2    | 4.500 | 262         | 189         | 1.386       |
| 2   | Královo Pole Brno | 5   | 3     | 2     | 1     | 8    | 4    | 2.000 | 258         | 240         | 1.075       |
| 3   | ŽOK Polo Kalesija | 4   | 3     | 1     | 2     | 3    | 7    | 0.429 | 191         | 231         | 0.827       |
| 4   | VTC Pezinok       | 3   | 3     | 0     | 3     | 2    | 9    | 0.222 | 219         | 270         | 0.811       |

Wyniki
| Data       | Drużyna 1         | Wynik | Drużyna 2         | Sety                              |
| ---------- | ----------------- | ----- | ----------------- | --------------------------------- |
| 05.01.2007 | VTC Pezinok       | 0:3   | Zeiler Köniz      | 19:25, 20:25, 18:25               |
| 05.01.2007 | ŽOK Polo Kalesija | 0:3   | Královo Pole Brno | 11:25, 21:25, 15:25               |
|            |                   |       |                   |                                   |
| 06.01.2007 | Zeiler Köniz      | 3:2   | Královo Pole Brno | 23:25, 25:16, 25:13, 24:26, 15:10 |
| 06.01.2007 | VTC Pezinok       | 1:3   | ŽOK Polo Kalesija | 22:25, 15:25, 29:27, 15:25        |
|            |                   |       |                   |                                   |
| 07.01.2007 | ŽOK Polo Kalesija | 0:3   | Zeiler Köniz      | 10:25, 14:25, 18:25               |
| 07.01.2007 | Královo Pole Brno | 3:1   | VTC Pezinok       | 25:20, 18:25, 25:13, 25:23        |

#### Grupa E
Trofaiach
Tabela
| Lp. | Drużyna                | Pkt | Mecze | Mecze | Mecze | Sety | Sety | Sety  | Małe punkty | Małe punkty | Małe punkty |
| Lp. | Drużyna                | Pkt | M     | W     | P     | wyg. | prz. | ratio | zdob.       | str.        | ratio       |
| --- | ---------------------- | --- | ----- | ----- | ----- | ---- | ---- | ----- | ----------- | ----------- | ----------- |
| 1   | Panellinios Ateny      | 5   | 3     | 2     | 1     | 8    | 3    | 2.667 | 246         | 206         | 1.194       |
| 2   | ŽOK Novo Mesto         | 5   | 3     | 2     | 1     | 8    | 5    | 1.600 | 281         | 255         | 1.102       |
| 3   | Visual Home Benidorm   | 5   | 3     | 2     | 1     | 6    | 5    | 1.200 | 250         | 219         | 1.142       |
| 4   | WSV Eisenerz Trofaiach | 3   | 3     | 0     | 3     | 0    | 9    | 0.000 | 128         | 225         | 0.569       |

Wyniki
| Data       | Drużyna 1              | Wynik | Drużyna 2              | Sety                              |
| ---------- | ---------------------- | ----- | ---------------------- | --------------------------------- |
| 05.01.2007 | ŽOK Novo Mesto         | 2:3   | Visual Home Benidorm   | 21:25, 27:25, 18:25, 25:23, 13:15 |
| 05.01.2007 | WSV Eisenerz Trofaiach | 0:3   | Panellinios Ateny      | 15:25, 13:25, 14:25               |
|            |                        |       |                        |                                   |
| 06.01.2007 | Panellinios Ateny      | 2:3   | ŽOK Novo Mesto         | 25:21, 16:25, 25:16, 21:25, 8:15  |
| 06.01.2007 | WSV Eisenerz Trofaiach | 0:3   | Visual Home Benidorm   | 12:25, 16:25, 11:25               |
|            |                        |       |                        |                                   |
| 07.01.2007 | Visual Home Benidorm   | 0:3   | Panellinios Ateny      | 24:26, 22:25, 16:25               |
| 07.01.2007 | ŽOK Novo Mesto         | 3:0   | WSV Eisenerz Trofaiach | 25:15, 25:19, 25:13               |

#### Grupa F
Osijek
Tabela
| Lp. | Drużyna         | Pkt | Mecze | Mecze | Mecze | Sety | Sety | Sety  | Małe punkty | Małe punkty | Małe punkty |
| Lp. | Drużyna         | Pkt | M     | W     | P     | wyg. | prz. | ratio | zdob.       | str.        | ratio       |
| --- | --------------- | --- | ----- | ----- | ----- | ---- | ---- | ----- | ----------- | ----------- | ----------- |
| 1   | Hit Nova Gorica | 6   | 3     | 3     | 0     | 9    | 1    | 9.000 | 254         | 192         | 1.323       |
| 2   | Jedinstvo Užice | 5   | 3     | 2     | 1     | 7    | 3    | 2.333 | 235         | 181         | 1.298       |
| 3   | Pivovara Osijek | 4   | 3     | 1     | 2     | 3    | 6    | 0.500 | 185         | 191         | 0.969       |
| 4   | Holte IF        | 3   | 3     | 0     | 3     | 0    | 9    | 0.000 | 115         | 225         | 0.511       |

Wyniki
| Data       | Drużyna 1       | Wynik | Drużyna 2       | Sety                       |
| ---------- | --------------- | ----- | --------------- | -------------------------- |
| 05.01.2007 | Jedinstvo Užice | 1:3   | Hit Nova Gorica | 31:29, 20:25, 14:25, 20:25 |
| 05.01.2007 | Pivovara Osijek | 3:0   | Holte IF        | 25:9, 25:14, 25:18         |
|            |                 |       |                 |                            |
| 06.01.2007 | Hit Nova Gorica | 3:0   | Holte IF        | 25:17, 25:11, 25:17        |
| 06.01.2007 | Jedinstvo Užice | 3:0   | Pivovara Osijek | 25:17, 25:13, 25:18        |
|            |                 |       |                 |                            |
| 07.01.2007 | Holte IF        | 0:3   | Jedinstvo Užice | 10:25, 7:25, 12:25         |
| 07.01.2007 | Pivovara Osijek | 0:3   | Hit Nova Gorica | 22:25, 23:25, 17:25        |

#### Grupa G
Schaffhausen
Tabela
| Lp. | Drużyna            | Pkt | Mecze | Mecze | Mecze | Sety | Sety | Sety  | Małe punkty | Małe punkty | Małe punkty |
| Lp. | Drużyna            | Pkt | M     | W     | P     | wyg. | prz. | ratio | zdob.       | str.        | ratio       |
| --- | ------------------ | --- | ----- | ----- | ----- | ---- | ---- | ----- | ----------- | ----------- | ----------- |
| 1   | Kanti Schaffhausen | 5   | 3     | 2     | 1     | 8    | 5    | 1.600 | 297         | 255         | 1.165       |
| 2   | MVS La Rochette    | 5   | 3     | 2     | 1     | 8    | 5    | 1.600 | 287         | 275         | 1.044       |
| 3   | AO Markopoulo      | 5   | 3     | 2     | 1     | 7    | 6    | 1.167 | 283         | 284         | 0.996       |
| 4   | CD Ribeirense      | 3   | 3     | 0     | 3     | 2    | 9    | 0.222 | 214         | 267         | 0.801       |

Wyniki
| Data       | Drużyna 1          | Wynik | Drużyna 2          | Sety                              |
| ---------- | ------------------ | ----- | ------------------ | --------------------------------- |
| 05.01.2007 | CD Ribeirense      | 1:3   | AO Markopoulo      | 20:25, 25:19, 18:25, 15:25        |
| 05.01.2007 | Kanti Schaffhausen | 3:2   | MVS La Rochette    | 25:10, 25:22, 23:25, 23:25, 15:12 |
|            |                    |       |                    |                                   |
| 06.01.2007 | MVS La Rochette    | 3:1   | CD Ribeirense      | 23:25, 25:20, 25:13, 25:22        |
| 06.01.2007 | Kanti Schaffhausen | 2:3   | AO Markopoulo      | 25:19, 26:28, 25:18, 22:25, 13:15 |
|            |                    |       |                    |                                   |
| 07.01.2007 | AO Markopoulo      | 1:3   | MVS La Rochette    | 25:20, 18:25, 18:25, 23:25        |
| 07.01.2007 | CD Ribeirense      | 0:3   | Kanti Schaffhausen | 18:25, 22:25, 16:25               |

#### Grupa H
Gent
Tabela
| Lp. | Drużyna                    | Pkt | Mecze | Mecze | Mecze | Sety | Sety | Sety  | Małe punkty | Małe punkty | Małe punkty |
| Lp. | Drużyna                    | Pkt | M     | W     | P     | wyg. | prz. | ratio | zdob.       | str.        | ratio       |
| --- | -------------------------- | --- | ----- | ----- | ----- | ---- | ---- | ----- | ----------- | ----------- | ----------- |
| 1   | Sant'Orsola Asystel Novara | 6   | 3     | 3     | 0     | 9    | 2    | 4.500 | 271         | 214         | 1.266       |
| 2   | Nova KBM Branik Maribor    | 5   | 3     | 2     | 1     | 7    | 3    | 2.333 | 238         | 222         | 1.072       |
| 3   | VDK Gent Dames             | 4   | 3     | 1     | 2     | 4    | 7    | 0.571 | 248         | 254         | 0.976       |
| 4   | Jedinstvo Mobis Brčko      | 3   | 3     | 0     | 3     | 1    | 9    | 0.111 | 183         | 250         | 0.732       |

Wyniki
| Data       | Drużyna 1                  | Wynik | Drużyna 2                  | Sety                       |
| ---------- | -------------------------- | ----- | -------------------------- | -------------------------- |
| 05.01.2007 | Sant'Orsola Asystel Novara | 3:1   | Nova KBM Branik Maribor    | 23:25, 25:18, 25:23, 25:22 |
| 05.01.2007 | VDK Gent Dames             | 3:1   | Jedinstvo Mobis Brčko      | 22:25, 25:14, 25:16, 28:26 |
|            |                            |       |                            |                            |
| 06.01.2007 | Jedinstvo Mobis Brčko      | 0:3   | Sant'Orsola Asystel Novara | 23:25, 12:25, 9:25         |
| 06.01.2007 | Nova KBM Branik Maribor    | 3:0   | VDK Gent Dames             | 25:22, 25:23, 25:21        |
|            |                            |       |                            |                            |
| 07.01.2007 | Jedinstvo Mobis Brčko      | 0:3   | Nova KBM Branik Maribor    | 17:25, 21:25, 20:25        |
| 07.01.2007 | VDK Gent Dames             | 1:3   | Sant'Orsola Asystel Novara | 19:25, 18:25, 25:23, 20:25 |

#### Grupa I
Nyíregyháza
Tabela
| Lp. | Drużyna                 | Pkt | Mecze | Mecze | Mecze | Sety | Sety | Sety  | Małe punkty | Małe punkty | Małe punkty |
| Lp. | Drużyna                 | Pkt | M     | W     | P     | wyg. | prz. | ratio | zdob.       | str.        | ratio       |
| --- | ----------------------- | --- | ----- | ----- | ----- | ---- | ---- | ----- | ----------- | ----------- | ----------- |
| 1   | Gaziantep SB            | 6   | 3     | 3     | 0     | 9    | 0    | MAX   | 225         | 132         | 1.705       |
| 2   | Betonut-NRK Nyíregyháza | 5   | 3     | 2     | 1     | 6    | 3    | 2.000 | 205         | 143         | 1.434       |
| 3   | Apollon Limassol        | 4   | 3     | 1     | 2     | 3    | 6    | 0.500 | 162         | 198         | 0.818       |
| 4   | VC Troon                | 3   | 3     | 0     | 3     | 0    | 9    | 0.000 | 106         | 225         | 0.471       |

Wyniki
| Data       | Drużyna 1               | Wynik | Drużyna 2               | Sety                |
| ---------- | ----------------------- | ----- | ----------------------- | ------------------- |
| 05.01.2007 | Gaziantep SB            | 3:0   | Apollon Limassol        | 25:13, 25:18, 25:14 |
| 05.01.2007 | Betonut-NRK Nyíregyháza | 3:0   | VC Troon                | 25:8, 25:13, 25:5   |
|            |                         |       |                         |                     |
| 06.01.2007 | VC Troon                | 0:3   | Apollon Limassol        | 13:25, 12:25, 23:25 |
| 06.01.2007 | Betonut-NRK Nyíregyháza | 0:3   | Gaziantep SB            | 17:25, 23:25, 15:25 |
|            |                         |       |                         |                     |
| 07.01.2007 | Gaziantep SB            | 3:0   | VC Troon                | 25:5, 25:15, 25:12  |
| 07.01.2007 | Apollon Limassol        | 0:3   | Betonut-NRK Nyíregyháza | 11:25, 10:25, 21:25 |

### 1/8 finału
| Data       | Drużyna 1                  | Wynik | Drużyna 2                         | Sety                              |
| ---------- | -------------------------- | ----- | --------------------------------- | --------------------------------- |
| 17.01.2007 | AMVJ Amstelveen            | 2:3   | Unic LPS Piatra Neamț             | 25:20, 25:15, 20:25, 17:25, 17:19 |
| 24.01.2007 | AMVJ Amstelveen            | 0:3   | Unic LPS Piatra Neamț             | 22:25, 24:26, 21:25               |
| 17.01.2007 | Zeiler Köniz               | 0:3   | Universidad Burgos                | 23:25, 21:25, 19:25               |
| 24.01.2007 | Zeiler Köniz               | 3:0   | Universidad Burgos                | 25:23, 25:21, 25:21               |
| 17.01.2007 | Zarieczje Odincowo         | 3:0   | Gaziantep SB                      | 26:24, 25:18, 25:20               |
| 25.01.2007 | Zarieczje Odincowo         | 3:0   | Gaziantep SB                      | 25:22, 25:22, 29:27               |
| 17.01.2007 | Hit Nova Gorica            | 2:3   | Dinamo-Jantar Kaliningrad         | 23:25, 25:22, 25:21, 18:25, 15:17 |
| 24.01.2007 | Hit Nova Gorica            | 0:3   | Dinamo-Jantar Kaliningrad         | 20:25, 12:25, 19:25               |
| 17.01.2007 | Dinamo Bukareszt           | 3:0   | Siewierodonczanka Siewierodonieck | 25:17, 25:20, 25:15               |
| 24.01.2007 | Dinamo Bukareszt           | 3:1   | Siewierodonczanka Siewierodonieck | 25:19, 16:25, 25:18, 25:18        |
| 16.01.2007 | Panellinios Ateny          | 1:3   | Sirio Perugia                     | 13:25, 14:25, 29:27, 20:25        |
| 25.01.2007 | Panellinios Ateny          | 0:3   | Sirio Perugia                     | 17:25, 19:25, 18:25               |
| 16.01.2007 | Sant'Orsola Asystel Novara | 3:0   | Kanti Schaffhausen                | 25:19, 25:17, 31:29               |
| 24.01.2007 | Sant'Orsola Asystel Novara | 3:0   | Kanti Schaffhausen                | 25:19, 25:17, 25:12               |
| 16.01.2007 | Nafta Gaz Piła             | 3:0   | Telekom Ankara Türk               | 25:17, 28:26, 25:15               |
| 24.01.2007 | Nafta Gaz Piła             | 0:3   | Telekom Ankara Türk               | 26:28, 21:25, 26:28               |

### 1/4 finału
| Data       | Drużyna 1                  | Wynik | Drużyna 2                 | Sety                              |
| ---------- | -------------------------- | ----- | ------------------------- | --------------------------------- |
| 07.02.2007 | Unic LPS Piatra Neamț      | 1:3   | Universidad Burgos        | 14:25, 17:25, 27:25, 17:25        |
| 14.02.2007 | Unic LPS Piatra Neamț      | 0:3   | Universidad Burgos        | 14:25, 14:25, 11:25               |
| 07.02.2007 | Zarieczje Odincowo         | 3:0   | Dinamo-Jantar Kaliningrad | 25:16, 25:19, 28:26               |
| 14.02.2007 | Zarieczje Odincowo         | 3:0   | Dinamo-Jantar Kaliningrad | 25:22, 25:21, 25:16               |
| 07.02.2007 | Dinamo Bukareszt           | 2:3   | Sirio Perugia             | 25:18, 26:24, 20:25, 16:25, 13:15 |
| 14.02.2007 | Dinamo Bukareszt           | 0:3   | Sirio Perugia             | 19:25, 14:25, 16:25               |
| 07.02.2007 | Sant'Orsola Asystel Novara | 3:0   | Nafta Gaz Piła            | 25:12, 25:20, 25:13               |
| 15.02.2007 | Sant'Orsola Asystel Novara | 3:2   | Nafta Gaz Piła            | 14:25, 25:17, 25:22, 19:25, 15:8  |

### Turniej finałowy
Perugia

#### Półfinał
| Data       | Drużyna 1          | Wynik | Drużyna 2                  | Sety                              |
| ---------- | ------------------ | ----- | -------------------------- | --------------------------------- |
| 17.03.2007 | Zarieczje Odincowo | 3:1   | Universidad Burgos         | 26:24, 25:16, 21:25, 25:20        |
| 17.03.2007 | Sirio Perugia      | 3:2   | Sant'Orsola Asystel Novara | 25:14, 21:25, 25:18, 23:25, 15:13 |

#### Mecz o 3. miejsce
| Data       | Drużyna 1                  | Wynik | Drużyna 2          | Sety                       |
| ---------- | -------------------------- | ----- | ------------------ | -------------------------- |
| 18.03.2007 | Sant'Orsola Asystel Novara | 3:1   | Universidad Burgos | 25:14, 25:21, 23:25, 26:24 |

#### Finał
| Data       | Drużyna 1     | Wynik | Drużyna 2          | Sety                |
| ---------- | ------------- | ----- | ------------------ | ------------------- |
| 18.03.2007 | Sirio Perugia | 3:0   | Zarieczje Odincowo | 25:20, 25:19, 25:19 |

## Klasyfikacja końcowa
| Miejsce | Drużyna                    |
| ------- | -------------------------- |
| złoto   | Sirio Perugia              |
| srebro  | Zarieczje Odincowo         |
| brąz    | Sant'Orsola Asystel Novara |
| 4.      | Universidad Burgos         |